# Las pierwotny

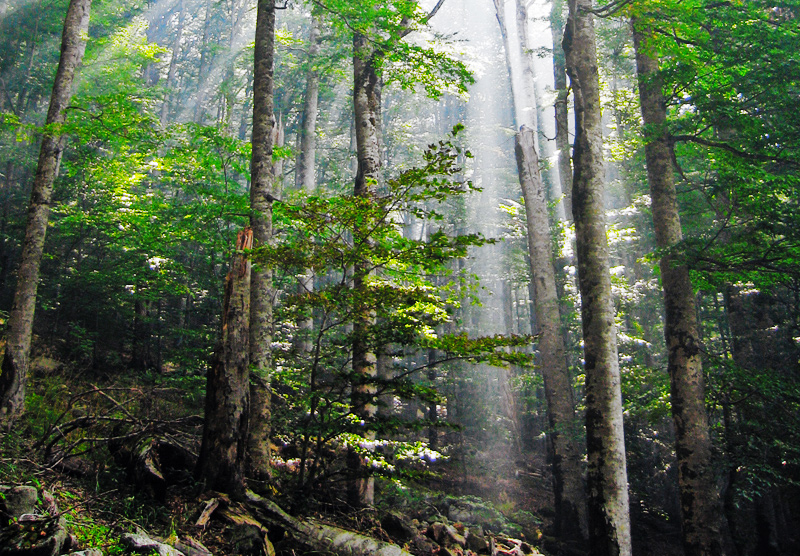
Las pierwotny w parku narodowym Biogradska Gora w Czarnogórze.

Las pierwotny – las, który nie został poddany bezpośrednim ani też pośrednim modyfikacjom ze strony człowieka; pierwotny ekosystem leśny.
Lasy pierwotne i naturalne cechują się znaczną odpornością biologiczną, bioróżnorodnością i tolerancją, a ich odtwarzanie odbywa się pod wpływem naturalnej sukcesji ekologicznej.

## Las pierwotny a las naturalny
Las naturalny różni się od pierwotnego tym, że człowiek pobiera z niego ograniczony użytek, jednak poza tym o składzie gatunkowym lasu decydują, podobnie jak w przypadku lasu pierwotnego, siły natury.
Według Protokołu o zrównoważonej gospodarce leśnej do ramowej konwencji o ochronie i zrównoważonym rozwoju Karpat Konwencji Karpackiej, las pierwotny (czyli dziewiczy) to rodzaj lasu naturalnego. Definicje z tego protokołu przyjęto również w dokumentach obiektu światowego dziedzictwa UNESCO Pradawne i pierwotne lasy bukowe Karpat i innych regionów Europy. Termin las naturalny obejmuje w nich dodatkowo pojęcia las pradawny i starodrzew.

## Struktura
W lesie pierwotnym ustala się dynamiczna równowaga pomiędzy populacjami zasiedlających go gatunków, a także równowagowa postać piramidy wieku w obrębie populacji poszczególnych gatunków (zobacz: demografia ekologiczna).
Drzewostan lasu pierwotnego starzeje się w sposób naturalny, zaś martwe drzewa są rozkładane przez saprotrofy. Powstałe w starodrzewie luki są szybko zasiedlane przez samosiejki (tak zwany nalot).
Zróżnicowanie gatunków flory i fauny w lasach pierwotnych jest znacznie wyższe niż w uprawach leśnych, a zwłaszcza monokulturach.

## Ochrona
Z uwagi na rozwój cywilizacji lasy pierwotne są rzadkością i w wielu państwach podlegają ochronie w ramach tworzonych parków narodowych i rezerwatów przyrody. Nawet pomimo braku bezpośredniej ingerencji w strukturę, lasy ulegają pośrednio wpływowi człowieka, m.in. w związku z zanieczyszczeniem środowiska, zmianami wynikającymi z prowadzonej gospodarki wodnej, a także ekspansją gatunków zawleczonych.
Ostatnie fragmenty nizinnych lasów pierwotnych na terenie Niżu Europejskiego znajdują się w Polsce i na Białorusi na terenie Puszczy Białowieskiej. W polskich górach las pierwotny występuje tylko we fragmentach, w najbardziej niedostępnych miejscach. W polskich Tatrach największe fragmenty pierwotnych lasów tworzą tzw. lasy urwiskowe, rosnące na bardzo stromych i niedostępnych stokach, w których wycinka drzew była nieopłacalna ze względów ekonomicznych.